# Joe Thomas (giocatore di football americano)
Joseph Thomas (Brookfield, 4 dicembre 1984) è un ex giocatore di football americano statunitense che ha giocato nel ruolo di offensive tackle per tutta la carriera con i Cleveland Browns della National Football League (NFL) da cui era stato scelto come terzo assoluto del Draft NFL 2007. Al college ha giocato a football a Wisconsin. Nel 2023 è stato introdotto nella Pro Football Hall of Fame.

## Carriera professionistica

### Cleveland Browns
Thomas fu scelto dai Browns come terzo assoluto nel Draft 2007. Egli firmò un contratto di sei anni dal valore di 43 milioni di dollari, 23 dei quali garantiti. Thomas venne scelte come tackle sinistro titolare, vincendo la concorrenza dell'ex tackle sinistro Kevin Shaffer, spostato a tackle destro. Fece il suo debutto nella NFL contro i Pittsburgh Steelers nella settimana 1 e giocò ogni snap offensivo dei Browns nel 2007. Thomas si rivelò presto essere uno degli atleti più produttivi scelti nel draft '07 e fu nominato miglior rookie del mese di novembre. Thomas fu selezionato per il Pro Bowl a fine stagione, sostituendo Jason Peters dei Buffalo Bills. Thomas giunse inoltre secondo nelle votazioni per il premio di miglior rookie della stagione, superato solo da Adrian Peterson.

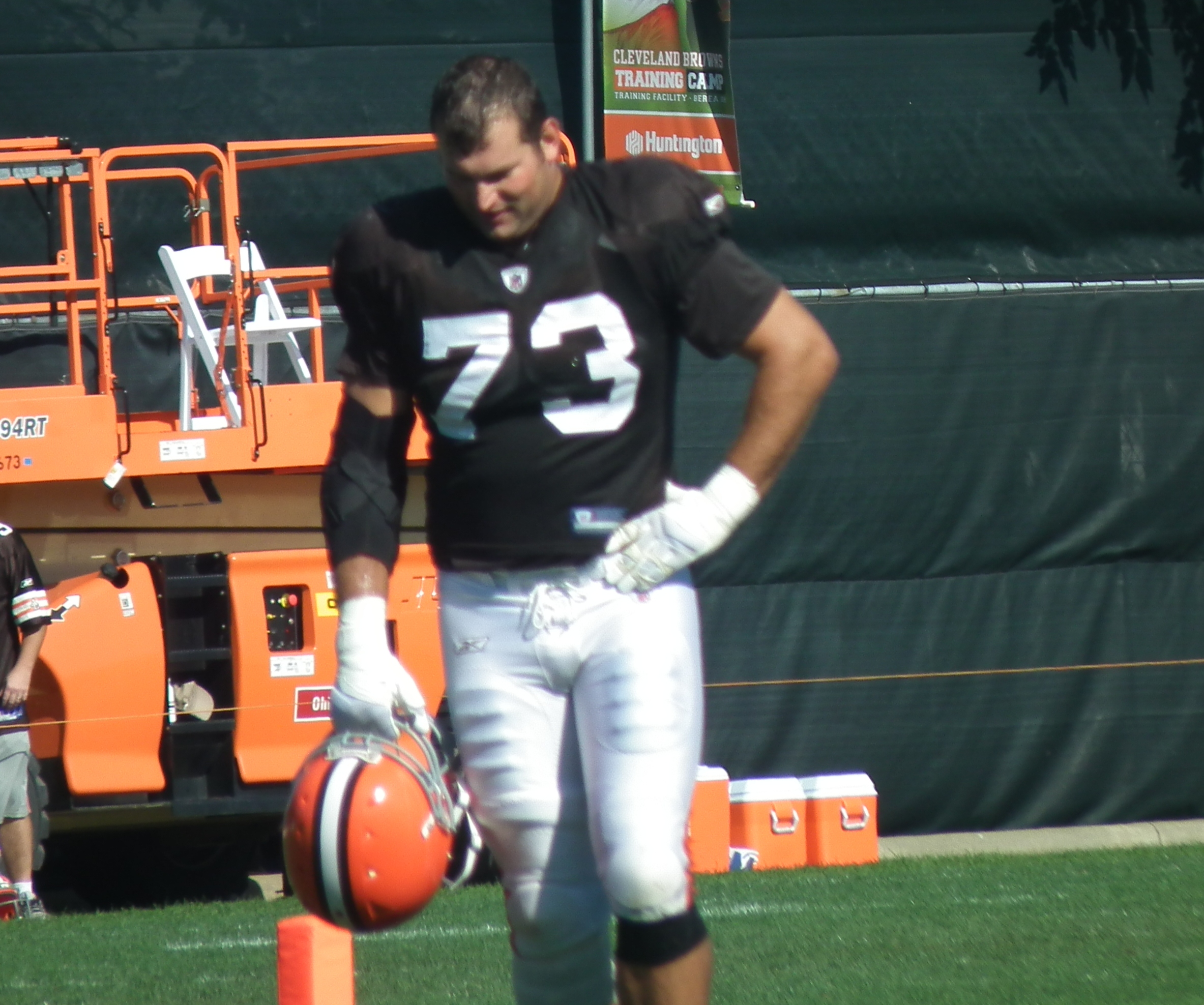
Thomas nel training camp del 2011.

Nelle sue prime 5 stagioni nella lega, Thomas fu sempre convocato nel roster della AFC per il Pro Bowl.
Il 22 agosto 2011, Thomas ed i Cleveland Browns firmarono un'estensione contrattuale di 7 anni del valore di 84 milioni di dollari, di cui 44 milioni garantiti.
Il 27 dicembre 2011, Thomas fu convocato per il suo quinto Pro Bowl da quando i Cleveland Browns lo scelsero nel 2007. Dal 1970, Thomas e Richmond Webb dei Miami Dolphins sono stati gli unici due uomini della linea offensiva a partecipare al Pro Bowl in ognuna delle loro prime cinque stagioni. Thomas e il membro della Pro Football Hall of Fame, il running back Jim Brown, sono gli unici giocatori della storia dei Browns ad essere stati convocati per il Pro Bowl nelle prime cinque stagioni della loro carriera. L'altro membro della Hall of Fame, il running back Leroy Kelly, era stato l'ultimo giocatore dei Browns ad essere selezionato per cinque o più Pro Bowl. A fine stagione, Joe fu votato all'82º posto nella NFL Top 100, l'annuale classifica dei migliori cento giocatori della stagione.
Il 26 dicembre 2012, Joe fu convocato per il sesto Pro Bowl in altrettanti anni di carriera. Thomas si unì così alla ristretta lista di 15 giocatori che furono convocati per il Pro Bowl in tutte le loro prime 6 stagioni nella storia della NFL, 13 dei quali sono nella Hall of Fame. Tra di essi figurano Jim Brown, Dick Butkus, Joe Greene, Franco Harris, Barry Sanders, Merlin Olsen, Emmitt Smith e Lawrence Taylor. Nel gennaio 2013 l'Associated Press lo inserì nel Second-team All-Pro mentre The Sporting News nel First-team. A fine anno fu posizionato al numero 28 nella classifica dei migliori cento giocatori della stagione.
Nel 2013 giocò ancora tutte le 16 gare della stagione regolare come titolare, venendo premiato con la settima convocazione al Pro Bowl in carriera, inserito nuovamente nel First-team All-Pro e votato al 18º posto nella NFL Top 100 dai suoi colleghi. Alla fine 2014 fu convocato per l'ottavo Pro Bowl in carriera e inserito nel First-team All-Pro. Gli stessi riconoscimenti li ottenne l'anno successivo.
Il 17 settembre 2017, nella prima azione della gara contro i Baltimore Ravens, Thomas tagliò il traguardo dei 10.000 snap consecutivi, non avendone saltato sino a quel momento alcuno in 162 gare in carriera. La sua striscia da record si concluse il 22 ottobre 2017 quando un infortunio al tricipite nella partita contro i Tennessee Titans lo costrinse a lasciare il campo nel secondo tempo. Quella fu l'ultima presenza della carriera, col giocatore che annunciò il proprio ritiro il 14 marzo 2018.

## Palmarès
- Convocazioni al Pro Bowl: 10

2007, 2008, 2009, 2010, 2011, 2012, 2013, 2014, 2015, 2016
- First-Feam All-Pro: 7

2009, 2010, 2011, 2012, 2013, 2014, 2015
- Second-Team All-Pro: 1

2008
- PFWA All-Rookie Team - 2007
- Formazione ideale della NFL degli anni 2010
- Pro Football Hall of Fame (classe del 2023)
- College Football Hall of Fame

## Statistiche
Stagione regolare
| 2007     | Cleveland Browns | 16  | 16  | 7  | 40  | 5  | 1  | 4.25  | 23.25  |
| 2008     | Cleveland Browns | 16  | 16  | 6  | 35  | 4  | 1  | 4.50  | 22.50  |
| 2009     | Cleveland Browns | 16  | 16  | 6  | 40  | 4  | 2  | 6.00  | 40.00  |
| 2010     | Cleveland Browns | 16  | 16  | 2  | 15  | 1  | 1  | 4.00  | 19.00  |
| 2011     | Cleveland Browns | 16  | 16  | 7  | 40  | 6  | 1  | 3.50  | 25.50  |
| 2012     | Cleveland Browns | 16  | 16  | 8  | 60  | 4  | 4  | 4.50  | 34.50  |
| 2013     | Cleveland Browns | 16  | 16  | 10 | 65  | 7  | 3  | 4.50  | 22.50  |
| Carriera | Carriera         | 112 | 112 | 46 | 295 | 31 | 13 | 30.25 | 187.25 |